# Limonia acidissima

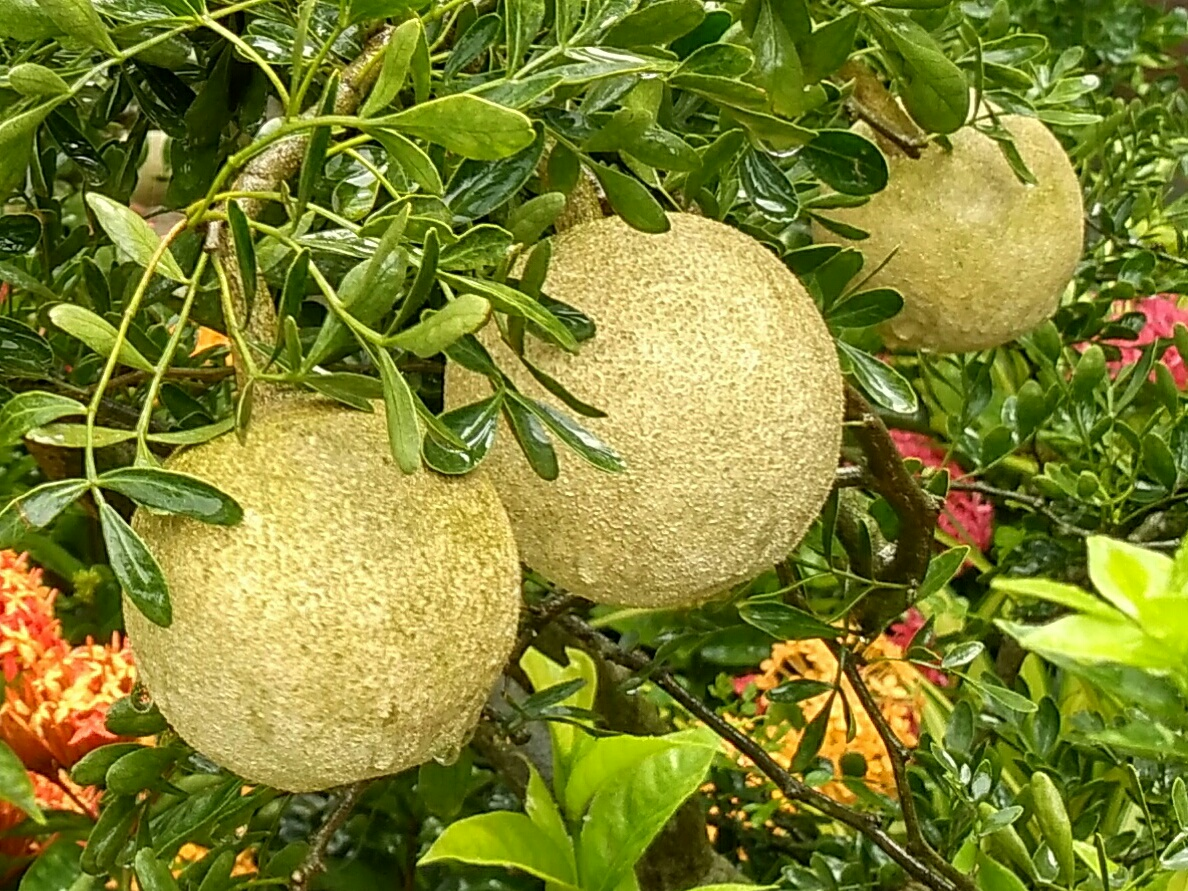
Limonia acidissima

Limonia acidissima, o kawista es la única especie del género monotípico Limonia; es una planta fanerógama de la familia Rutaceae, emparentada con los citrus. Su única especie es originaria de Asia.

## Descripción
Es un árbol que crece en Bangladés, India, Pakistán, Sri Lanka y el Sudeste de Asia hasta Java.
Limonia acidissima puede alcanzan los 9 metros (30 pies) de altura, presenta una corteza áspera y espinosa. Las hojas son pinnadas, con 5-7 folíolos, cada uno de 25 a 35 mm de largo y 10 a 20 mm de ancho, con un aroma cítrico cuando se tritura. Las flores son blancas y tienen cinco pétalos. El fruto es una baya de 5 a 9 cm de diámetro.
Este árbol da un fruto conocido como wood apple ("manzana" de madera) porque tiene una cáscara muy dura (es decir, leñosa) similar a la de un coco, la cual a menudo es muy difícil de abrir. Tiene una pulpa ácida, junto con las semillas, en el interior. Botánicamente se llama anfisarca (amphisarca).

## Propiedades
Con esta pulpa se preparan zumos y mermeladas. La pulpa del fruto no maduro es astringente. Se utiliza también en la medicina ayurvédica como antiescorbútico.
Se ha usado como sustituto de la goma arábica.

## Taxonomía
Limonia acidissima fue descrita por Carlos Linneo y publicado en Species Plantarum, Editio Secunda 554, en el año 1763.
Sinonimia
- Hesperethusa crenulata
- Feronia elephantum Corrêa, 1800
- Feronia limonia L., Swingle, 1914
- Schinus limonia L., 1753
- Anisifolium limonia Kuntze
- Crateva balangas K.D.Koenig
- Crateva vallanga K.D.Koenig ex Wight & Arn.
- Feronia balanghas (K.D.Koenig) Steud.
- Hesperethusa acidissima M.Roem.
- Hesperethusa ambiguaM.Roem.
- Limonia elephantum (Corrêa) Panigrahi
- Limonia pinnatifolia Houtt.
- Murraya odorata Blanco[4]